# Frans Vangronsveld
Frans Herman Eusebius Vangronsveld (Grote-Spouwen, 16 december 1921 - Spouwen, 5 september 2004) was een Belgisch senator en burgemeester.

## Levensloop
Vangronsveld was autobusondernemer. 
In 1958 werd hij verkozen tot gemeenteraadslid van Kleine-Spouwen en werd burgemeester van deze gemeente. In 1971 werd hij, na de gemeentefusie, burgemeester van Spouwen, tot in 1976. Hij was binnen zijn gemeente gekend als 'Franske' en zijn verkiezingslogan luidde dan ook "Zeg maar Franske". Van 1961 tot 1968 was hij voor de CVP provincieraadslid van Limburg.
In 1968 werd hij verkozen in de Senaat als rechtstreeks gekozen senator voor het arrondissement Hasselt-Tongeren-Maaseik en vervulde dit mandaat tot in 1985. In de periode december 1971-oktober 1980 zetelde hij als gevolg van het toen bestaande dubbelmandaat ook in de Cultuurraad voor de Nederlandse Cultuurgemeenschap, die op 7 december 1971 werd geïnstalleerd. Vanaf 21 oktober 1980 tot oktober 1985 was hij lid van de Vlaamse Raad, de opvolger van de Cultuurraad en de voorloper van het huidige Vlaams Parlement.
Twee van zijn kinderen waren ook succesvol politiek actief : Alex Vangronsveld was een tijdlang burgemeester van Lanaken en Annemie Vangronsveld bracht het tot schepen van de stad Hasselt.